# Rue Denis-Papin (Toulouse)
Pour les articles homonymes, voir Rue Denis-Papin.
La rue Denis-Papin est une voie de Toulouse, chef-lieu de la région Occitanie, dans le Midi de la France.

## Situation et accès

### Description
La rue Denis-Papin est une voie publique. Elle se trouve dans le quartier de Guilheméry.
La chaussée compte une seule voie de circulation automobile. Elle appartient à une zone 30 et la vitesse y est limitée à 30 km/h. Il n'existe en revanche ni bande, ni piste cyclable.

### Voies rencontrées
La rue Denis-Papin rencontre les voies suivantes, du sud au nord (« g » indique que la rue se situe à gauche, « d » à droite) :
1. Avenue de la Gloire
2. Rue Dardenne (g)
3. Rue Jean-Micoud (g)
4. Rue d'Iéna (g)
5. Rue Garrigou (g)
6. Avenue Camille-Pujol (g)
7. Rue Jean-Goujon (d)

## Odonymie
Entre 1857 et 1906, elle était une partie du chemin de ronde de Luppé (actuelles rue Denis-Papin et partie ouest de la rue Jean-Micoud). Ce nom lui venait du château de Luppé (ou Lupé), une demeure de plaisance qui se trouvait sur le coteau de Guilheméry (emplacement des actuels no 5-7 rue des Lilas), construite au XVIIIe siècle pour Marie-Françoise Le Doux de Montigny, épouse de Louis-Dominique-François de Mayol de Lupé,,.
En 1906, la rue est renommée en hommage à Denis Papin (1898-1944). Physicien, il découvrit la force élastique de la vapeur, inventa la machine à vapeur et « l'autocuiseur » avec la soupape de sûreté. Il construisit en Allemagne un bateau à vapeur qui fut détruit par les bateliers de la Fulda.

## Patrimoine et lieux d'intérêt
- no  1 bis : maison (1924)[4].
- no  9 bis-9 ter : maison (deuxième moitié du XIXe siècle).
- no  14 bis : maison Dufaur (1935)[5].
- no  27 : maison (deuxième moitié du XIXe siècle)[6].
- no  29 : maison (fin du XIXe siècle)[7].